# Florencia Chagas
Florencia Natalia Chagas (Buenos Aires, 27 giugno 2001) è una cestista argentina con cittadinanza italiana.

## Carriera
È stata selezionata dalle Indiana Fever al terzo giro del Draft WNBA 2021 (31ª scelta assoluta).